# Adda
Pour les articles homonymes, voir Adda (homonymie).
L’Adda est une rivière italienne, appartenant au bassin du Pô, qui coule en Lombardie, traverse le lac de Côme et se jette dans le Pô (sur la rive gauche). C’est par sa longueur, 313 km, le quatrième cours d’eau italien. Elle traverse huit des provinces de la Lombardie : Bergame, Côme, Crémone, Lecco, Lodi, Milan, Sondrio, Monza et la Brianza.

## Géographie
L’Adda est l'un des rares cours d’eau italiens féminins. Elle prend sa source dans l’Alpisella à 2 235 mètres d’altitude, dans les Alpes rhétiques, à l’ouest du col du Stelvio.
L’Adda supérieure parcourt la Valteline sur environ 100 km avant de se jeter dans le lac de Côme dont elle est le principal affluent. Dans la basse vallée de la Valteline, le débit de l’Adda est fortement réduit à cause d’un barrage hydroélectrique de l’ENEL qui détourne les eaux dans une galerie souterraine pour les restituer 11 km plus bas tout près du lac de Côme.
L’Adda inférieure arrose notamment Lecco, Brivio, Trezzo, Cassano d'Adda (où elle entre sur la partie plate de la plaine du Pô), Rivolta d'Adda, Lodi et Castelnuovo Bocca d'Adda, point de confluence avec le Pô à 36 m d’altitude.
Le long de son cours inférieur, deux parcs naturels ont été créés le 16 septembre 1983 :
- le parc Adda Nord, qui s’étend sur 54 km, de Lecco (point où l’Adda quitte le lac de Côme) à Truccazzano ;
- le parc Adda Sud, qui s’étend sur 60 km dans le cours inférieur de la rivière, de Rivolta d’Adda jusqu’à son débouché dans le Pô.

## Hydrologie
Son alimentation principalement d’origine glaciaire lui donne un régime estival, avec un débit maximal en juin-juillet. Son débit moyen a été estimé à 186,85 m3/s.

### Affluents
- Le torrent Frodolfo à Bormio
- la rivière Brembo à Canonica d'Adda

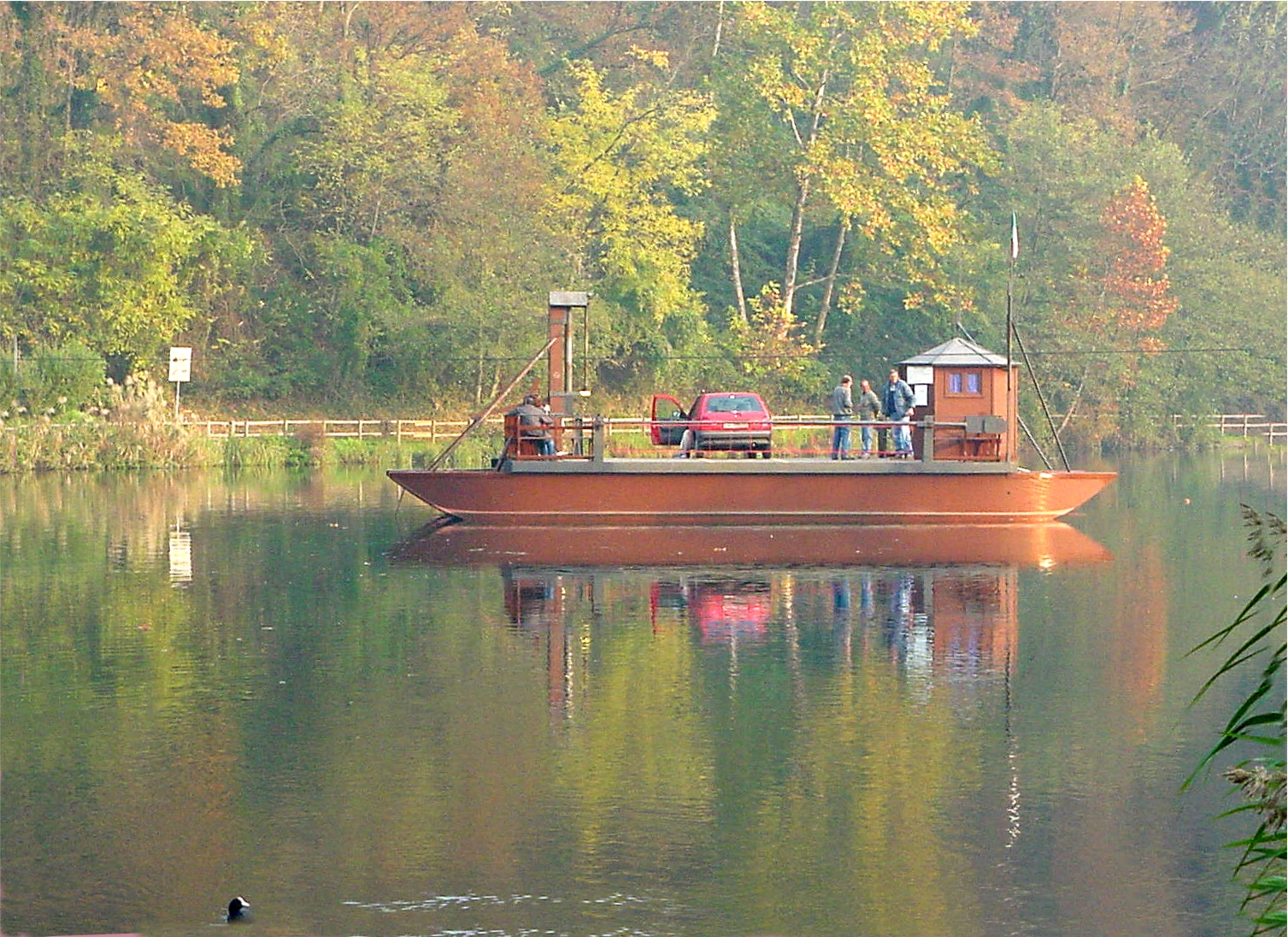
Bateau conçu par Léonard de Vinci.

- La rivière Serio à Montodine

## Histoire

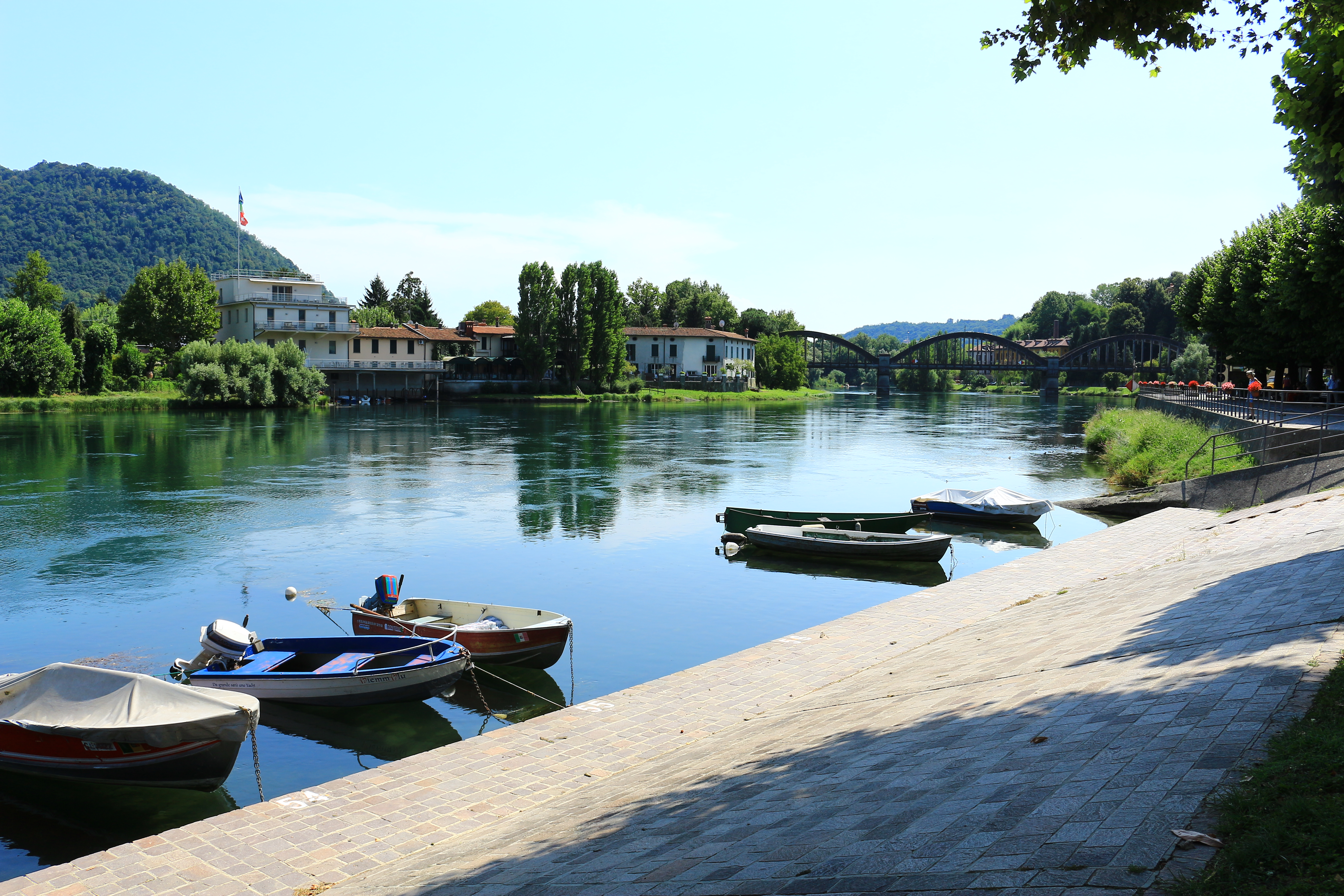
L'Adda à Brivio.

- C Flaminius et Publius Furius Philus défirent les Gaulois Insubriens sur les bords de l'Adda en 222 av. J.-C.
- Théodoric y défit Odoacre en 490.
- Dans le passé, l’Adda a marqué la frontière entre le duché de Milan et la république de Venise.
- Quant à sa vallée, la Valteline, elle a été un sujet d’affrontement entre la France et la Maison d’Autriche pendant la guerre de Trente Ans.
- Sous Napoléon, il y eut, dans le royaume d'Italie, un département de l'Adda (chef-lieu Sondrio), au nord de celui du Serio.